# Bayview-Montalvin
Bayview-Montalvin és una població dels Estats Units a l'estat de Califòrnia. Segons el cens del 2000 tenia 5.004 habitants.

## Demografia
Segons el cens del 2000, Bayview-Montalvin tenia 5.004 habitants, 1.461 habitatges, i 1.164 famílies. La densitat de població era de 3.018,8 habitants per km².
Dels 1.461 habitatges en un 38,1% hi vivien nens de menys de 18 anys, en un 58,7% hi vivien parelles casades, en un 14,5% dones solteres, i en un 20,3% no eren unitats familiars. En el 16,6% dels habitatges hi vivien persones soles el 8,7% de les quals corresponia a persones de 65 anys o més que vivien soles. El nombre mitjà de persones vivint en cada habitatge era de 3,42 i el nombre mitjà de persones que vivien en cada família era de 3,78.
Per edats la població es repartia de la següent manera: un 28,9% tenia menys de 18 anys, un 9,1% entre 18 i 24, un 28,4% entre 25 i 44, un 22,2% de 45 a 60 i un 11,3% 65 anys o més.
L'edat mediana era de 34 anys. Per cada 100 dones de 18 o més anys hi havia 93,4 homes.
La renda mediana per habitatge era de 50.750 $ i la renda mediana per família de 53.315 $. Els homes tenien una renda mediana de 43.750 $ mentre que les dones 30.318 $. La renda per capita de la població era de 16.056 $. Entorn del 7,8% de les famílies i l'11,7% de la població estaven per davall del llindar de pobresa.

## Poblacions properes
El següent diagrama mostra les poblacions més properes.